# Sevilla Fútbol Club
O Sevilla Fútbol Club, mais conhecido simplesmente como Sevilla, é um clube de futebol profissional espanhol sediado na cidade de Sevilha. Fundado em 25 de janeiro de 1890, manda seus jogos no Estádio Ramón Sánchez Pizjuán, localizado no bairro de Nervión, tendo capacidade para 43.883 espectadores.
Tem em seu currículo vários troféus e títulos que compõem o seu cartel como o de agremiação mais vencedora da Andaluzia. Foi campeão do Campeonato Espanhol na temporada de 1945-46, venceu por cinco vezes a Copa da Espanha, sete vezes a Liga Europa (atual recordista), e uma a Supercopa da Espanha e a Supercopa da UEFA. O Sevilla FC está localizado na sétima posição da classificação histórica da Liga Espanhola. Foi nomeado pela Federação Internacional de História e Estatísticas do Futebol como o melhor clube do mundo em 2006 e 2007.
O Sevilla tem contribuído para a Seleção Espanhola de Futebol com vários jogadores ao longo de sua história, de Spencer em 1922 a Jesús Navas, que fazia parte da equipe campeã mundial em 2010 e Álvaro Negredo, que fazia parte do elenco que venceu a Eurocopa de 2012. Também forneceu jogadores para diversas seleções. Ele também tem várias equipes nas categorias inferiores, como Sevilla Atlético Club, fundada em 1958 e atualmente joga na Liga Adelante, que corresponde à segunda divisão.
Mantém uma rivalidade histórica com o Real Betis, também de Sevilha, com o qual protagoniza o Dérbi da Andaluzia.

## Classificação da equipe no Campeonato Espanhol
| Temp.     | Div. | Pos. |
| --------- | ---- | ---- |
| 1928-1929 | 2ª   | 1.°  |
| 1929-1930 | 2ª   | 4.°  |
| 1930-1931 | 2ª   | 2°   |
| 1931-1932 | 2ª   | 8.°  |
| 1932-1933 | 2ª   | 9.°  |
| 1933-1934 | 2ª   | 1.°  |
| 1934–35   | 1ª   | 5.°  |
| 1935–36   | 1ª   | 10.° |
| 1939–40   | 1ª   | 2.°  |
| 1940–41   | 1ª   | 5.°  |
| 1941-42   | 1ª   | 6.°  |
| 1942–43   | 1ª   | 2.°  |
| 1943–44   | 1ª   | 3.°  |
| 1944–45   | 1ª   | 10.° |
| 1945–46   | 1ª   | 1.°  |
| 1946–47   | 1ª   | 6.°  |
| 1947–48   | 1ª   | 5.°  |
| 1948–49   | 1ª   | 8.°  |
| 1949–50   | 1ª   | 10.° |
| 1950–51   | 1ª   | 2.°  |
| 1951–52   | 1ª   | 6.°  |
| 1952–53   | 1ª   | 5.°  |
| 1953–54   | 1ª   | 5.°  |
| 1954–55   | 1ª   | 4.°  |
| 1955–56   | 1ª   | 4.°  |
| 1956–57   | 1ª   | 2.°  |
| 1957–58   | 1ª   | 10.° |
| 1958–59   | 1ª   | 12.° |
| 1959–60   | 1ª   | 4.°  |
| 1960–61   | 1ª   | 11.° |

| Temp.   | Div. | Pos. |
| ------- | ---- | ---- |
| 1961–62 | 1ª   | 6.°  |
| 1962–63 | 1ª   | 11.° |
| 1963–64 | 1ª   | 9.°  |
| 1964–65 | 1ª   | 10.° |
| 1965–66 | 1ª   | 8.°  |
| 1966–67 | 1ª   | 13.° |
| 1967–68 | 1ª   | 16.° |
| 1968–69 | 2ª   | 1.°  |
| 1969–70 | 1ª   | 3.°  |
| 1970–71 | 1ª   | 7.°  |
| 1971–72 | 1ª   | 16.° |
| 1972–73 | 2ª   | 4.°  |
| 1973–74 | 2ª   | 9.°  |
| 1974–75 | 2ª   | 3.°  |
| 1975–76 | 1ª   | 11.° |
| 1976–77 | 1ª   | 10.° |
| 1977–78 | 1ª   | 8.°  |
| 1978–79 | 1ª   | 11.° |
| 1979–80 | 1ª   | 8.°  |
| 1980–81 | 1ª   | 8.°  |
| 1981–82 | 1ª   | 7.°  |
| 1982–83 | 1ª   | 5.°  |
| 1983–84 | 1ª   | 8.°  |
| 1984–85 | 1ª   | 12.° |
| 1985–86 | 1ª   | 9.°  |
| 1986–87 | 1ª   | 10.° |
| 1987–88 | 1ª   | 10.° |
| 1988–89 | 1ª   | 9.°  |
| 1989–90 | 1ª   | 6.°  |
| 1990–91 | 1ª   | 8.°  |

| Temp.   | Div. | Pos. |
| ------- | ---- | ---- |
| 1991–92 | 1ª   | 12.° |
| 1992–93 | 1ª   | 7.°  |
| 1993–94 | 1ª   | 6.°  |
| 1994–95 | 1ª   | 5.°  |
| 1995–96 | 1ª   | 12.° |
| 1996–97 | 1ª   | 20.° |
| 1997–98 | 2ª   | 7.°  |
| 1998–99 | 2ª   | 4.°  |
| 1999–00 | 1ª   | 20.° |
| 2000–01 | 2ª   | 1.°  |
| 2001–02 | 1ª   | 8.°  |
| 2002–03 | 1ª   | 10.° |
| 2003–04 | 1ª   | 6.°  |
| 2004–05 | 1ª   | 6.°  |
| 2005–06 | 1ª   | 5.°  |
| 2006–07 | 1ª   | 3.°  |
| 2007–08 | 1ª   | 5.°  |
| 2008–09 | 1ª   | 3.°  |
| 2009–10 | 1ª   | 4.°  |
| 2010–11 | 1ª   | 5.°  |
| 2011–12 | 1ª   | 9.°  |
| 2012–13 | 1ª   | 9.°  |
| 2013–14 | 1ª   | 5.°  |
| 2014–15 | 1ª   | 5.°  |
| 2015–16 | 1ª   | 7.º  |
| 2016–17 | 1ª   | 4.°  |
| 2017–18 | 1ª   | 7.º  |
| 2018–19 | 1ª   | 6.º  |
| 2019–20 | 1ª   | 4.º  |
| 2020–21 | 1ª   | 4.º  |

| Temp.   | Div. | Pos. |
| ------- | ---- | ---- |
| 2021–22 | 1ª   | 4.º  |
| 2022–23 | 1ª   | 12.º |
| 2023–24 | 1ª   | 13.° |

## Títulos

### Principais Títulos
| INTERCONTINENTAIS | INTERCONTINENTAIS                  | INTERCONTINENTAIS | INTERCONTINENTAIS |
|                   | Competição                         | Títulos           | Temporadas |
| ----------------- | ---------------------------------- | ----------------- | --- |
|                   | Desafio de Clubes da UEFA–CONMEBOL | 1                 | 2023 |
| CONTINENTAIS      |                                    |                   | |
|                   | Competição                         | Títulos           | Temporadas |
|                   | Liga Europa da UEFA                | 7                 | 2005-06, 2006-07, 2013-14, 2014-15, 2015-16, 2019-20 e 2022-23 |
|                   | Supercopa da UEFA                  | 1                 | 2006 |
| NACIONAIS         |                                    |                   | |
|                   | Competição                         | Títulos           | Temporadas |
|                   | Campeonato Espanhol                | 1                 | 1945-46 |
|                   | Copa do Rei                        | 5                 | 1934-35, 1938-39, 1947-48, 2006-07 e 2009-10 |
|                   | Supercopa da Espanha               | 1                 | 2007 |
| semmdolura        | Campeonato Espanhol - 2ª Divisão   | 4                 | 1928-29, 1933-34, 1968-69 e 2000-01 |
| REGIONAIS         |                                    |                   | |
|                   | Competição                         | Títulos           | Temporadas |
|                   | Copa da Andaluzia                  | 18                | 1916-17, 1918-19, 1919-20, 1920-21, 1921-22, 1922-23, 1923-24, 1924-25, 1925-26, 1926-27, 1928-29, 1929-30, 1930-31, 1931-32, 1932-33, 1935-36, 1938-39 e 1939-40 |
| TOTAL             |                                    |                   | |
|                   | Títulos                            | Totais            | Conquistas |
|                   | Títulos oficiais                   | 38                | 1 Intercontinental, 8 Continentais, 11 Nacionais, 18 Regionais |

## Outras conquistas

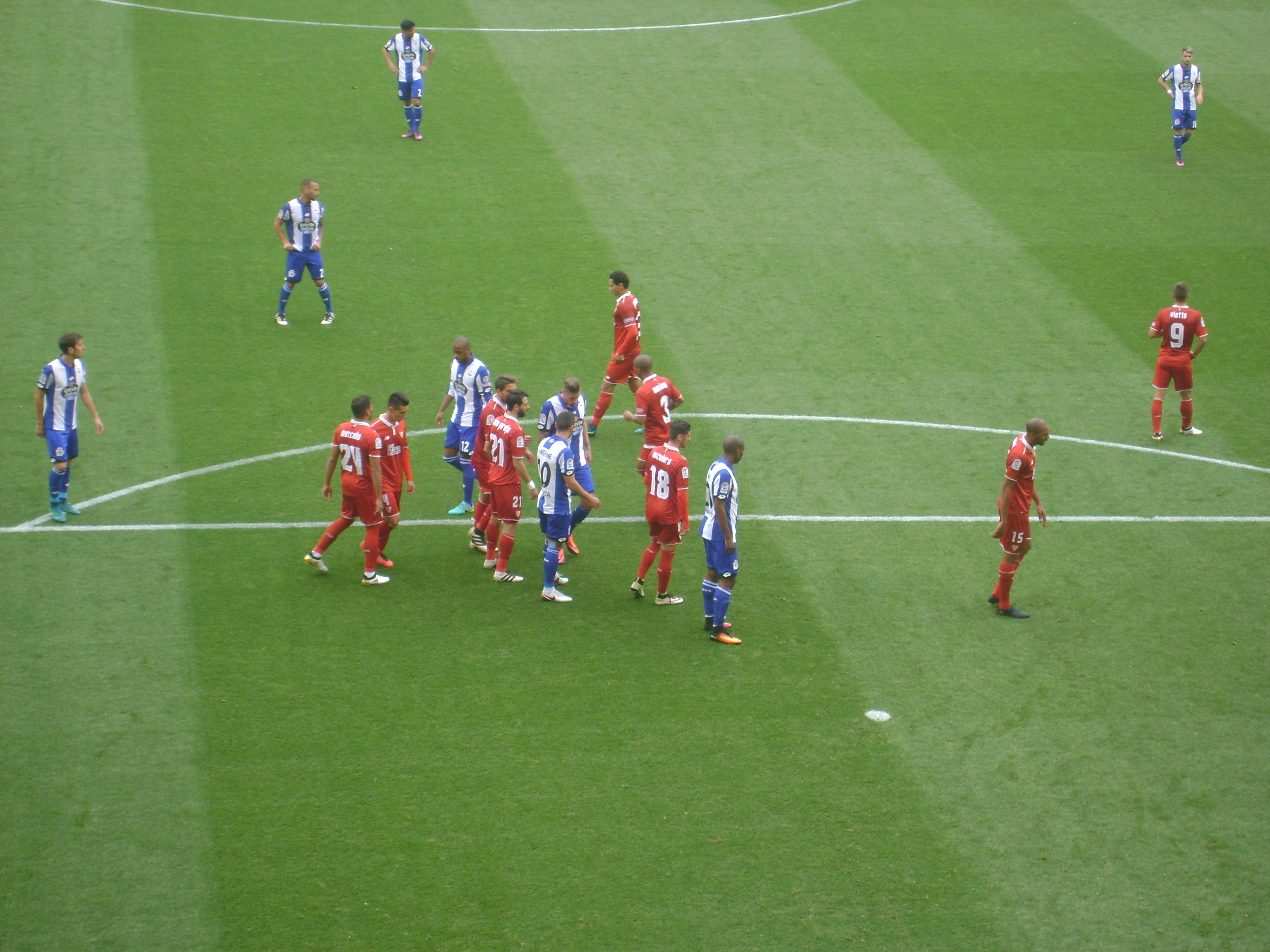
Deportivo de La Coruña vs. Sevilla FC.

- Memorial Antonio Camacho: 2012
- Torneio da Costa do Sol: 1964 e 2004
- Troféu Antonio Puerta: 2008, 2009, 2011, 2012, 2013, 2014, 2017, 2019, 2022 e 2023
- Troféu Cidade Sevilla: 1972, 1973, 1976, 1978, 1982, 1984 e 1994
- Troféu Colombino: 1975, 1985, 1996 e 2005
- Troféu Costa Brava: 2012
- Troféu Ramón de Carranza: 1955, 1956, 1957, 2004, 2008, 2009 e 2013
- Troféu Teresa Herrera: 1946, 1954, 1960 e 2011
- Troféu Achille e Cesare Bortolotti: 2010
- Copa Rodoviária Russa: 2008

## Estatísticas desportivas
- Atualizado em 2010.[6]

### Estatísticas
| Conceito                                     | Quantidade |
| -------------------------------------------- | ---------- |
| Temporadas na 1 ª divisão (LaLiga)           | 74         |
| Temporadas na 2 ª (LaLiga 2)                 | 13         |
| Participações na Copa do Rei                 | 120        |
| Participações em competições europeias       | 16         |
| Posição na classificação histórica de LaLiga | 7 º        |

### Maiores goleadas a favor no Campeonato Espanhol
| Partida                          | Resultado | Temporada                |
| -------------------------------- | --------- | ------------------------ |
| Sevilla F. C. - FC Barcelona     | 11-1      | 1940/41                  |
| Sevilla F. C. - Valência CF      | 10-3      | 1940/41                  |
| Sevilla F. C. - Real Oviedo      | 10-0      | 1941/42                  |
| Real Betis - Sevilla F. C.       | 2-5       | 1942/43                  |
| Celta de Vigo - Sevilla F. C.    | 1-5       | 1943/44                  |
| Real Madrid - Sevilla F. C.      | 3-5       | Supercopa de España 2007 |
| RRC de Santander - Sevilla F. C. | 1-5       | 2009/10                  |
| Sevilla F. C. - Rayo Vallecano   | 5-2       | 2011/12                  |
| Sevilla F. C. - Real Betis       | 5-1       | 2012/13                  |
| RCD Mallorca - Sevilla F. C.     | 0-5       | Copa del Rey 2012/13     |

### Maiores goleadas sofridas no Campeonato Espanhol
| Partida                        | Resultado | Temporada |
| ------------------------------ | --------- | --------- |
| Sevilla F. C. - Real Oviedo    | 0-5       | 1942/43   |
| Sevilla F. C. - Real Madrid    | 0-5       | 1962/63.  |
| Valencia C. F. - Sevilla F. C. | 8-0       | 1943/44   |
| Real Madrid - Sevilla F. C.    | 8-0       | 1958/59   |
| Real Zaragoza - Sevilla FC     | 8-1       | 1987/88   |

### Estatísticas em competições europeias
| Competição                    | J   | V   | E  | D  | GP  | GC  | SG  |
| ----------------------------- | --- | --- | -- | -- | --- | --- | --- |
| Liga de Campeões              | 72  | 30  | 19 | 23 | 110 | 103 | +7  |
| Recopa Europeia               | 2   | 1   | 0  | 1  | 2   | 4   | –2  |
| Taça UEFA/Liga Europa da UEFA | 156 | 91  | 32 | 33 | 281 | 131 | +78 |
| Supercopa Europeia            | 6   | 1   | 0  | 5  | 11  | 16  | -5  |
| Total                         | 240 | 124 | 52 | 64 | 407 | 261 | +87 |

| Partida                                   | Resultado | Temporada |
| ----------------------------------------- | --------- | --------- |
| Sevilla F. C. - Aarhus Gymnastik Forening | 4-0       | 1957/58   |
| Sevilla F. C. - PAOK                      | 4-0       | 1982/83   |
| Sevilla F. C. - Atromitos F. C.           | 4-0       | 2006/07   |
| Grasshopper - Sevilla F. C.               | 0-4       | 2006/07   |
| Middlesbrough F. C. - Sevilla F. C.       | 0-4       | 2005/06   |
| Mladost Podgorica - Sevilla F. C.         | 1-6       | 2013/14   |

### Recordes de partidas

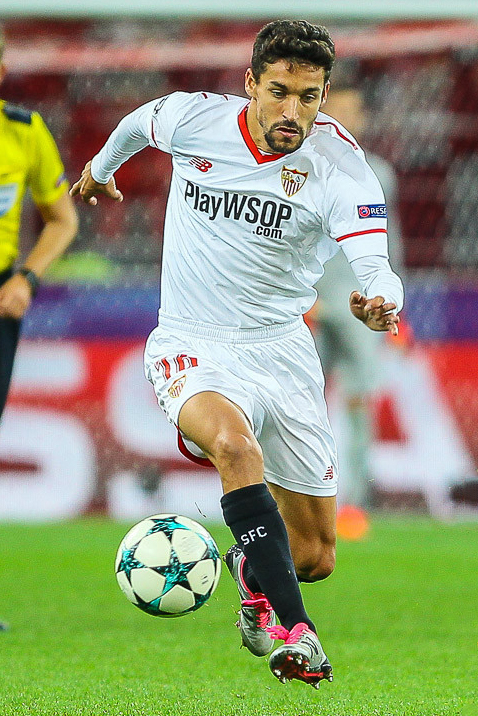
Jesús Navas, jogador com o maior número de partidas pelo clube.

|    | País    | Nome                     | Período         | Partidas |
| -- | ------- | ------------------------ | --------------- | -------- |
| 1  | Espanha | Jesús Navas              | 2003–2013 2017– | 676      |
| 2  | Espanha | Pablo Blanco             | 1971–1984       | 415      |
| 3  | Espanha | Juan Arza                | 1943–1950       | 414      |
| 4  | Espanha | Manolo Jiménez           | 1984–1997       | 411      |
| 5  | Espanha | Marcelino Campanal       | 1950–1966       | 403      |
| 6  | Espanha | José María Busto         | 1942–1958       | 400      |
| 7  | Espanha | Rafael Paz               | 1984–1997       | 384      |
| 8  | Espanha | Francisco Sanjosé        | 1971–1986       | 373      |
| 9  | Espanha | Antonio Álvarez Giráldez | 1975–1988       | 358      |
| 10 | Espanha | Enrique Lora             | 1966–1977       | 335      |

### Maiores artilheiros

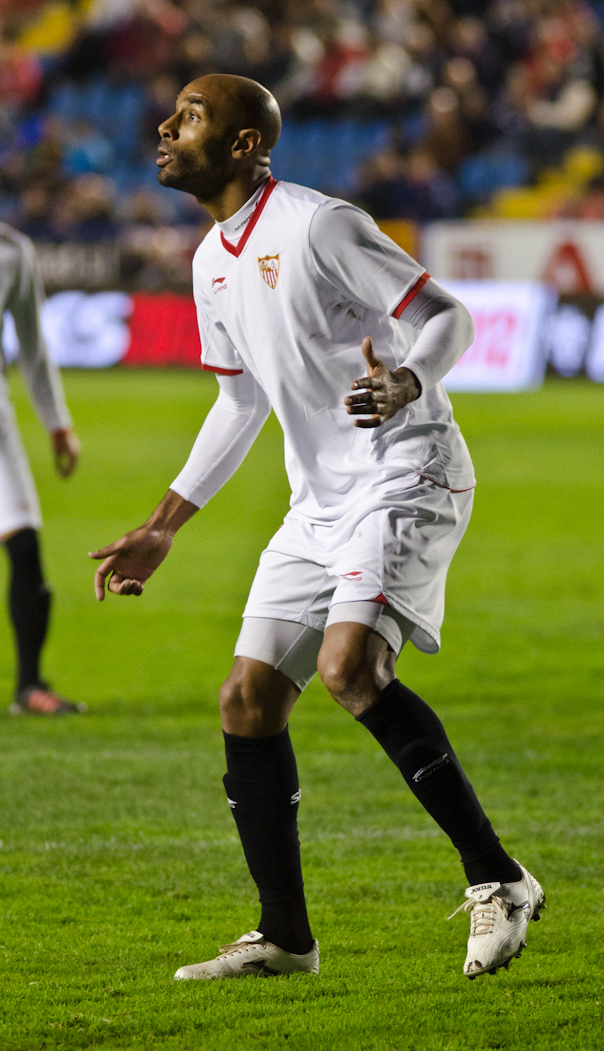
Frédéric Kanouté, um dos maiores goleadores do Sevilla.

Em negrito informa as competições em que os artilheiros são recordistas.
|    | País     | Nome              | 1DV | 2DV | Copa | Europa | Outro(s) | Gols |
| -- | -------- | ----------------- | --- | --- | ---- | ------ | -------- | ---- |
| 1  | Espanha  | Campanal I        | 101 | 75  | 42   | 0      | 0        | 214  |
| 2  | Espanha  | Juan Arza         | 182 | 0   | 25   | 0      | 0        | 207  |
| 3  | Espanha  | Juan Araujo       | 139 | 0   | 19   | 0      | 0        | 158  |
| 4  | Mali     | Frédéric Kanouté  | 89  | 0   | 14   | 28     | 5        | 136  |
| 5  | Brasil   | Luis Fabiano      | 72  | 0   | 16   | 21     | 3        | 112  |
| 6  | Croácia  | Davor Šuker       | 76  | 0   | 10   | 24     | 0        | 90   |
| 7  | Espanha  | Álvaro Negredo    | 71  | 0   | 13   | 2      | 0        | 86   |
| 8  | Paraguai | Baby Acosta       | 40  | 38  | 7    | 1      | 0        | 86   |
| 9  | Espanha  | Manuel Doménech   | 70  | 0   | 8    | 0      | 0        | 78   |
| 10 | França   | Wissam Ben Yedder | 38  | 0   | 10   | 22     | 0        | 70   |

### Contratações mais caras

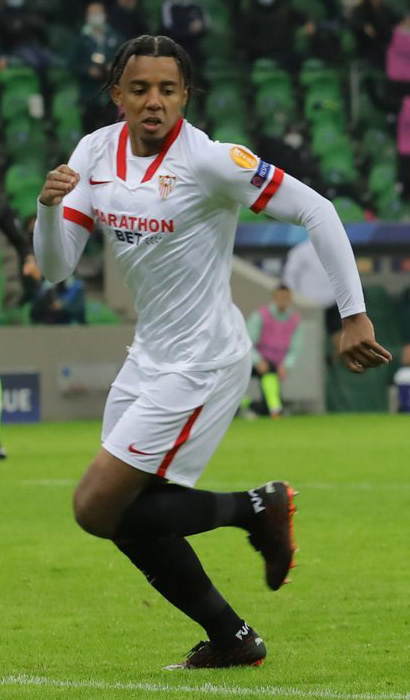
Jules Koundé contratação mais cara do Sevilla.

Contratações mais caras da história do clube.
| Jogador           | Vindo do:         | Data       | Euros      | Ref                 |
| ----------------- | ----------------- | ---------- | ---------- | ------------------- |
| Jules Koundé      | Bordeaux          | 03/07/2019 | 35.000.000 | [ 8 ]               |
| Rony Lopes        | Monaco            | 13/08/2019 | 25.000.000 | [ 9 ]               |
| Luis Muriel       | Sampdoria         | 11/07/2017 | 24.500.000 | [ 10 ]              |
| Suso              | Milan             | 29/01/2020 | 21.000.000 | [carece de fontes?] |
| Quincy Promes     | Spartak Moscou    | 31/08/2018 | 21.000.000 | [ 11 ] [ 12 ]       |
| Youssef En-Nesyri | Leganés           | 16/01/2020 | 20.000.000 | [ 13 ]              |
| Tanguy Nianzou    | Bayern de Munique | 17/08/2022 | 20.000.000 | [ 14 ]              |
| Joaquín Correa    | Sampdoria         | 10/07/2016 | 13.000.000 | [ 15 ]              |
| Mu'nas Dabbur     | Red Bull Salzburg | 17/01/2019 | 17.000.000 | [ 16 ]              |
| Franco Vázquez    | Palermo           | 16/07/2016 | 16.800.000 | [ 17 ]              |

Fonte: [carece de fontes?]

### Materiais esportivos e patrocinadores
| Anos      | Material Esportivo |
| --------- | ------------------ |
| 1980-1985 | Adidas             |
| 1985-1986 | Yama               |
| 1986-1987 | Gilcor             |
| 1987-1990 | Puma               |
| 1990-1992 | Bukta              |
| 1992-1993 | Front Runner       |
| 1993-1994 | Hotshot            |
| 1994-2001 | Umbro              |
| 2001-2011 | Joma               |
| 2011-2012 | Li Ning            |
| 2012-2013 | Umbro              |
| 2013-2015 | Warrior Sports     |
| 2015-2018 | New Balance        |
| 2018-2022 | Nike               |
| 2022-     | Castore            |

| Anos      | Patrocinio                    |
| --------- | ----------------------------- |
| 1986-1990 | Sevilla Expo '92              |
| 1990-1994 |                               |
| 1992-1993 | Super NES                     |
| 1994-1996 | Marbella                      |
| 1996-1998 |                               |
| 1998-2000 | SuperCable & Eurotex Pinturas |
| 2000-2002 | Andalucia                     |
| 2002-2003 | OID                           |
| 2003-2004 |                               |
| 2004-2005 | La Gitana                     |
| 2005-2006 | Stevenson                     |
| 2006-2009 | 888.com                       |
| 2009-2011 | 12bet.com                     |
| 2011-2012 |                               |
| 2012-2013 | interapuestas.es              |
| 2014-2015 | Visit Malaysia                |
| 2016-2017 | SeePuertoRico.com             |
| 2017-2019 | Playtika                      |
| 2019-2021 | MarathonBet                   |
| 2021-2022 | NAGA                          |
| 2022-     | Degiro                        |

| Anos      | Material Esportivo |
| --------- | ------------------ |
| 1980-1985 | Adidas             |
| 1985-1986 | Yama               |
| 1986-1987 | Gilcor             |
| 1987-1990 | Puma               |
| 1990-1992 | Bukta              |
| 1992-1993 | Front Runner       |
| 1993-1994 | Hotshot            |
| 1994-2001 | Umbro              |
| 2001-2011 | Joma               |
| 2011-2012 | Li Ning            |
| 2012-2013 | Umbro              |
| 2013-2015 | Warrior Sports     |
| 2015-2018 | New Balance        |
| 2018-2022 | Nike               |
| 2022-     | Castore            |

| Anos      | Patrocinio                    |
| --------- | ----------------------------- |
| 1986-1990 | Sevilla Expo '92              |
| 1990-1994 |                               |
| 1992-1993 | Super NES                     |
| 1994-1996 | Marbella                      |
| 1996-1998 |                               |
| 1998-2000 | SuperCable & Eurotex Pinturas |
| 2000-2002 | Andalucia                     |
| 2002-2003 | OID                           |
| 2003-2004 |                               |
| 2004-2005 | La Gitana                     |
| 2005-2006 | Stevenson                     |
| 2006-2009 | 888.com                       |
| 2009-2011 | 12bet.com                     |
| 2011-2012 |                               |
| 2012-2013 | interapuestas.es              |
| 2014-2015 | Visit Malaysia                |
| 2016-2017 | SeePuertoRico.com             |
| 2017-2019 | Playtika                      |
| 2019-2021 | MarathonBet                   |
| 2021-2022 | NAGA                          |
| 2022-     | Degiro                        |

## Elenco atual
Última atualização: 31 de julho de 2025. 

### Transferências 2025–26
Legenda
- Jogadores que chegaram por empréstimo;
- Jogadores que retornaram de empréstimo;
- Jogadores emprestados;
- Jogadores que saíram após o fim do contrato.

| Entradas             |                |      |
| Jogador              | Clube anterior | Ref. |
| Gabriel Suazo        | Toulouse       |      |
| Alfon González       | Celta de Vigo  |      |
| Odysseas Vlachodimos | Newcastle      |      |
| Joan Jordán          | Alavés         |      |
| Adnan Januzaj        | Las Palmas     |      |
| Kelechi Iheanacho    | Middlesbrough  |      |

| Saídas           |                  |      |
| Jogador          | Clube de destino | Ref. |
| Rafa Mir         | Elche            |      |
| Federico Gattoni | River Plate      |      |